# St. Stephan (Dinau)

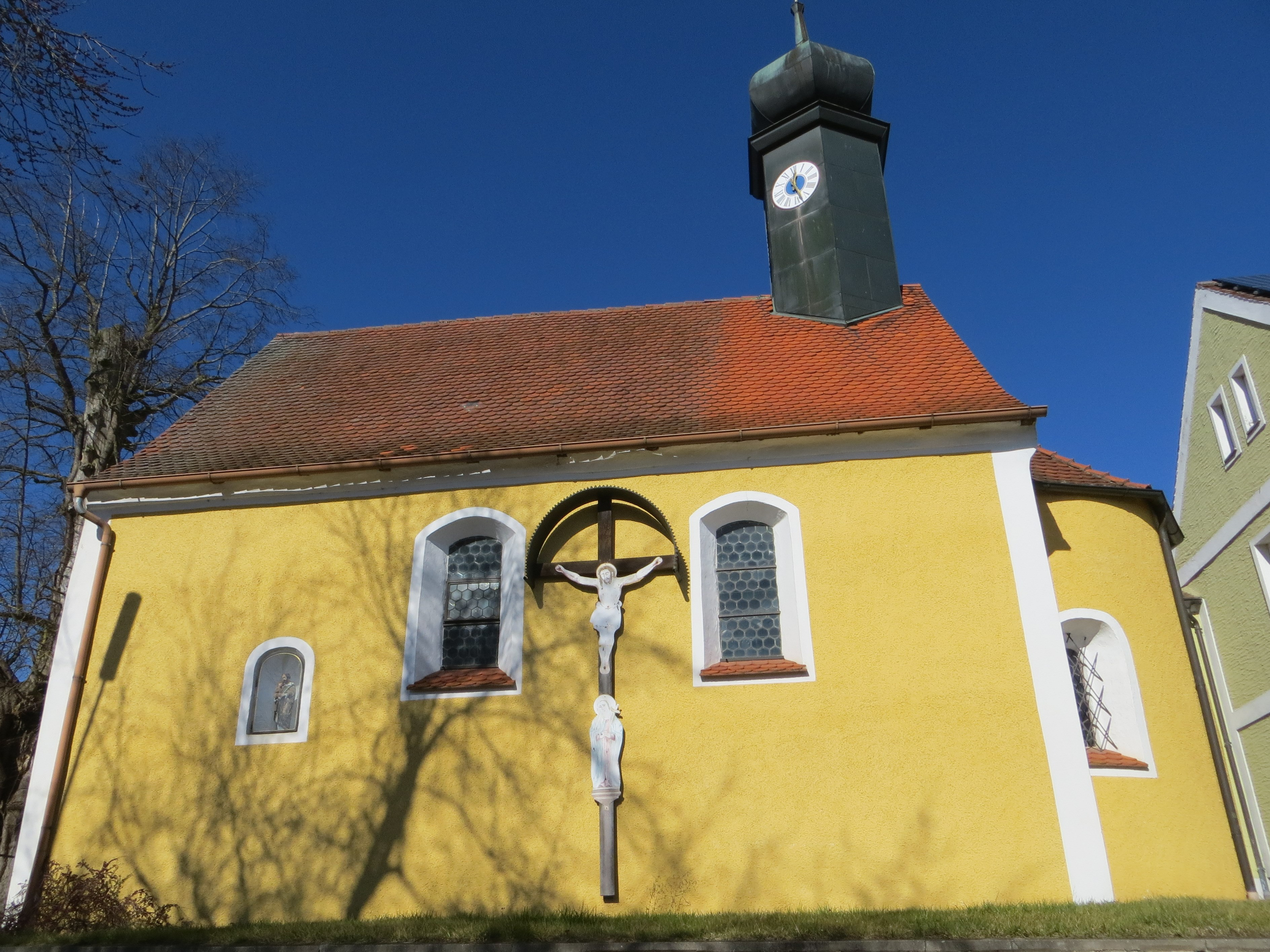
St. Stephan (Dinau)

Die römisch-katholische, denkmalgeschützte Filialkirche St. Stephan steht im Kirchdorf Dinau des Marktes Kallmünz im Landkreis Regensburg der Oberpfalz. Die Filialkirche gehört zur Pfarreiengemeinschaft Kallmünz-Duggendorf im Dekanat Regenstauf des Bistums Regensburg. Das Bauwerk ist unter der Denkmalnummer D-3-75-156-62 als Baudenkmal in die Bayerische Denkmalliste eingetragen.

## Beschreibung
Die traufständige, romanische Saalkirche besteht aus einem Langhaus und einer eingezogenen, halbrund geschlossenen Apsis im Osten. Aus dem Satteldach des Langhauses erhebt sich im Osten ein sechseckiger Dachreiter, der die Turmuhr beherbergt, und mit einer Zwiebelhaube bedeckt ist. Der Innenraum ist mit einer Flachdecke überspannt. Zur Kirchenausstattung gehören ein um 1700 gebauter Hochaltar, dessen Altarretabel zwischen Säulen steht, die mit Akanthusranken verziert sind, klassizistisch aufgebaute Seitenaltäre und eine um 1500 gebaute gotische Kanzel, auf dessen polygonaler Brüstung Flachschnitzereien angebracht sind.